# 白朗寧M1917重機槍
M1917重機槍是由美國輕武器設計師約翰·白朗寧（John Browning）設計，美军在一战，二战及韓戰中采用的重机枪，并有限延伸至越战，同时它也被其他国家使用。它是一种班组操作，弹链供弹的水冷式重机枪，与同时期的M1919风冷中型机枪共同服役。美国陆军将该型机枪作为营级机枪使用同时也经常装备于各种载具之上。M1917有两种主要版本：服役于第一次世界大战的M1917型以及在此后服役的M1917A1型。前者的射速为450发／分鐘，而后者的射速最高可达到600发／分鐘。

## 发展沿革

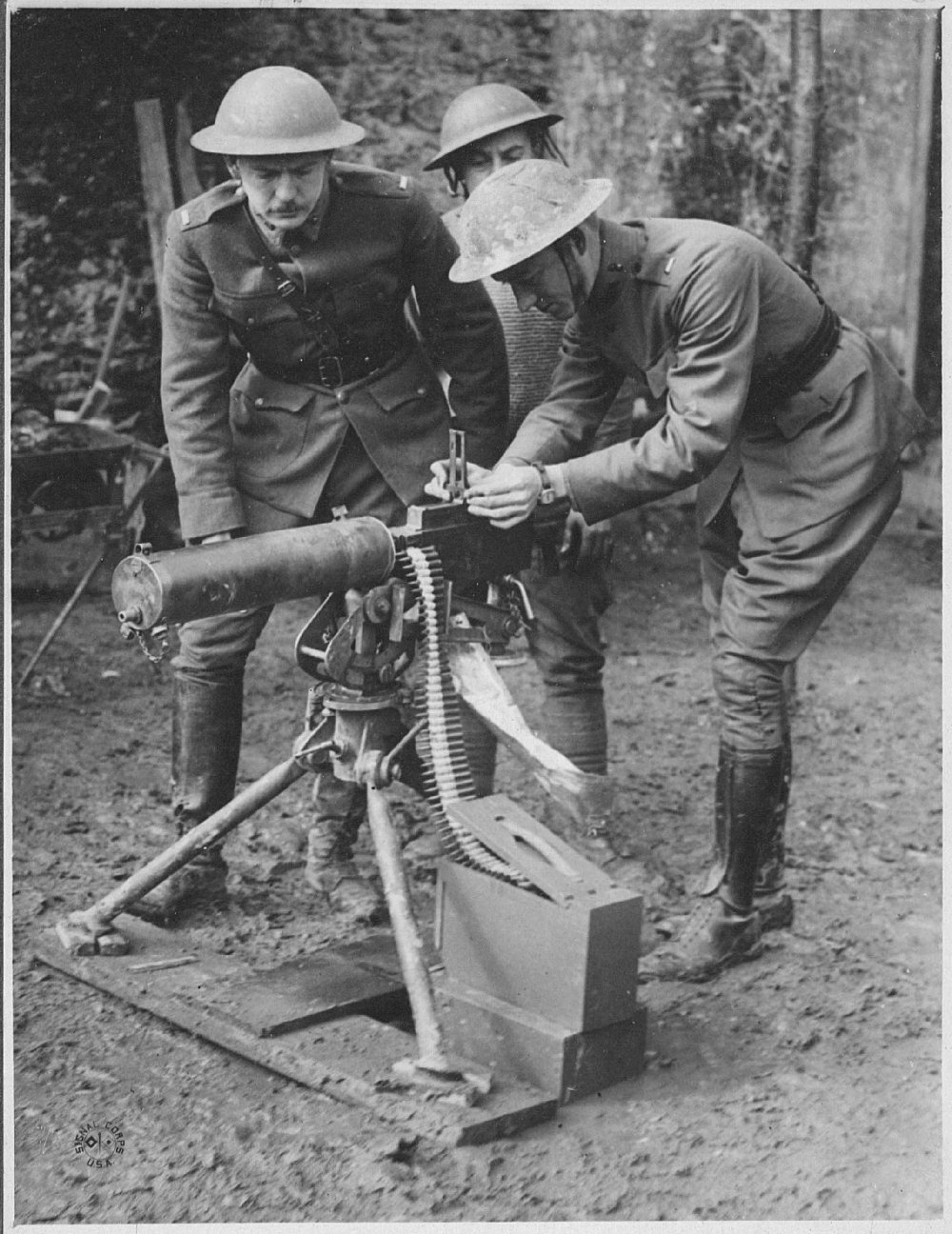
約翰·白朗寧的兒子試射白朗寧M1917

1900年6月19日，约翰·摩西·白朗宁提交了一份后座作用自动枪械的专利书，這個反衝式槍機的美國專利編號為678,937號；白朗寧通知美國軍械部他申請的新發明，但後者不感興趣，也沒有深入研究這個設計，故白朗寧擱置了這個武器的後續开发工作一段時間。 1910年，白朗寧在其1900年枪械的基础上精進設計，设计了一款水冷式机枪的原型。虽然枪械运作可靠，白朗宁依旧稍微地更改了设计：將原本在侧面的抛壳孔移到了底部、增加了减震器来缓解後座力、使用双段式撞针替换了原本的击锤，以及一些其它的微小改进。但其基础设计仍是1900年的版本。這個機槍設計在1916年底提交專利申請，不過這次美國政府扣住了這個申請；一旦編列專利號，政府有義務公佈專利的一切細節成為公眾性知識，而這些細節不僅是美國人，同時也會被其他外國人得知，在美國加入戰爭的氣氛日趨濃厚的1916年，一切有機會資敵的政策都被暫時中止。M1917機槍要在戰爭結束後的3個月才正式獲得美國專利認證，其編號為1,293,021。
M1917是一款水冷式重机枪，不过也制造过一些未安装水冷套筒的实验性版本；该型机枪的风冷式版本M1919随后发展为一款中型机枪。和其它许多早期的机枪不同的是，M1917并未采用马克沁机枪的肘节闭锁。该枪的4.7公斤重量相較於同时期的其它重机枪（例如德製MG08以及英製维克斯机枪）来说较为轻便，同时性能也相當可靠。其与马克沁以及维克斯重机枪仅有的几个相似点包括：后座作用原理、T槽枪闩、弹链供弹、水冷却以及前抛壳设计。其滑块锁闭机制有助降低重量与复杂度，这种方式在之前也由勃朗宁大量采用。弹链由左至右进行供弹，相比较马克沁与维克斯来说弹链中的弹药排列更紧密。
M1917採用短行程後座作用式原理運作，當射擊子彈時，子彈彈出的反作用力令槍管和槍管延伸部以及槍柱同時向後退，當後退了16毫米，槍管和槍管延伸部會停止後退，這時槍栓會開鎖而它會繼續後退去完成退出彈殼和拉彈鏈，之後它會被複進簧推向前從而把下一發子彈上膛。
起初，美国陆军军械部对这款水冷式机枪并不感兴趣。这个态度直到1917年4月美国向德国宣战而参加一战才有所改变。当时美國陸軍的武器储备中仅有1,100挺机枪，包括M1895柯爾特－白朗寧機槍、马克沁、霍奇克斯M1909与霍奇克斯M1914，其中大部分已经过时。為此，美軍需要採用一種新型机枪參戰。白朗宁在同年5月于春田兵工厂进行了武器测试。在测试中，武器在未出现任何故障的情況下先后两次共击发了40,000发子弹，它的可靠性给军械部留下了很深刻的印象，但军械部仍懷疑量產品是否能夠維持相同品質。隨後，白朗寧以另一挺同型槍械完成測試，這次測試讓槍械持續射擊48分12秒，以循環射速計算至少擊發了21,000發子彈。
在審查委員沒有異議下，美國陸軍隨即下訂，希望M1917成為美軍的主力重機槍；此時的M1917搭配彈藥為M1906 .30-06式150格令平底枪弹；白朗寧最初和柯特公司簽約授權該公司生產M1917重機槍，但柯特在開戰前已經得到英國授權生產維克斯機槍，產線滿載，柯特意識到沒有任何一間美國廠商可以獨立滿足急劇擴張的軍械需求，在1917年7月將生產專利供應給美國政府，由政府去統籌增加產能，同時柯特也在康乃狄克州梅里登設立新廠造槍；1917年9月，美國政府授權雷明登武器公司生產15,000挺M1917、新英格蘭的西屋電器生產另外20,000挺機槍的合約。但是量產計畫出現延誤，最早開始生產的廠商是西屋，在1918年2月開始進入量產；由於雷明登已經先行和俄羅斯帝國簽約提供槍械，因此產能轉換延遲直到1918年5月才開始換產M1917；截至1918年6月30日，西屋和雷明登仅分别生产了2,500挺与1,600挺，最早獲得授權的柯特則是到1918年6月工廠才進入營運狀態，還沒產出任何1挺量產槍。M1917量產步入軌道是在1918年夏季開始，到1918年停火協議簽訂前，西屋已量產30,150挺；雷明顿12,000挺；柯尔特600挺。儘管美軍計畫換裝白朗寧重機槍，受制於生產數量侷限，迫使他們仍須採購外國槍械應急，因此美國遠征軍當時配備的主力重机枪還是法製8毫米霍奇克斯机枪。
1926年，白朗宁重机枪的后瞄具得到改进，新标尺可同时用於新式M1型弹（172格令，艇尾型）和M1906弹。该枪使用M1弹时最大射程达5,000米（5,500码）；使用M2型弹为3,200米（3，500码）。后瞄具有两种模式，分别可对地及对空。

## 服役历史

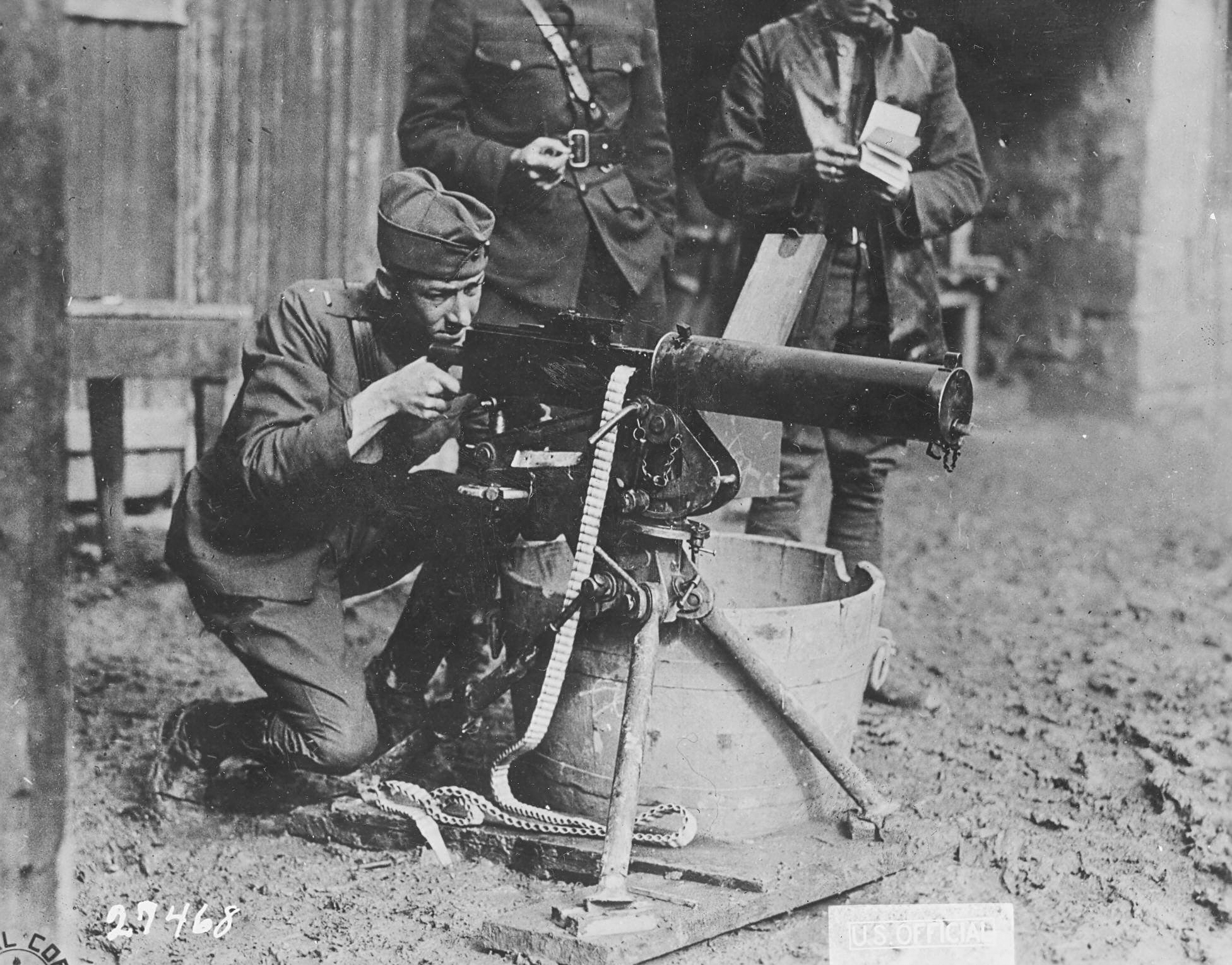
一次大戰期間在法國作戰的美軍士兵

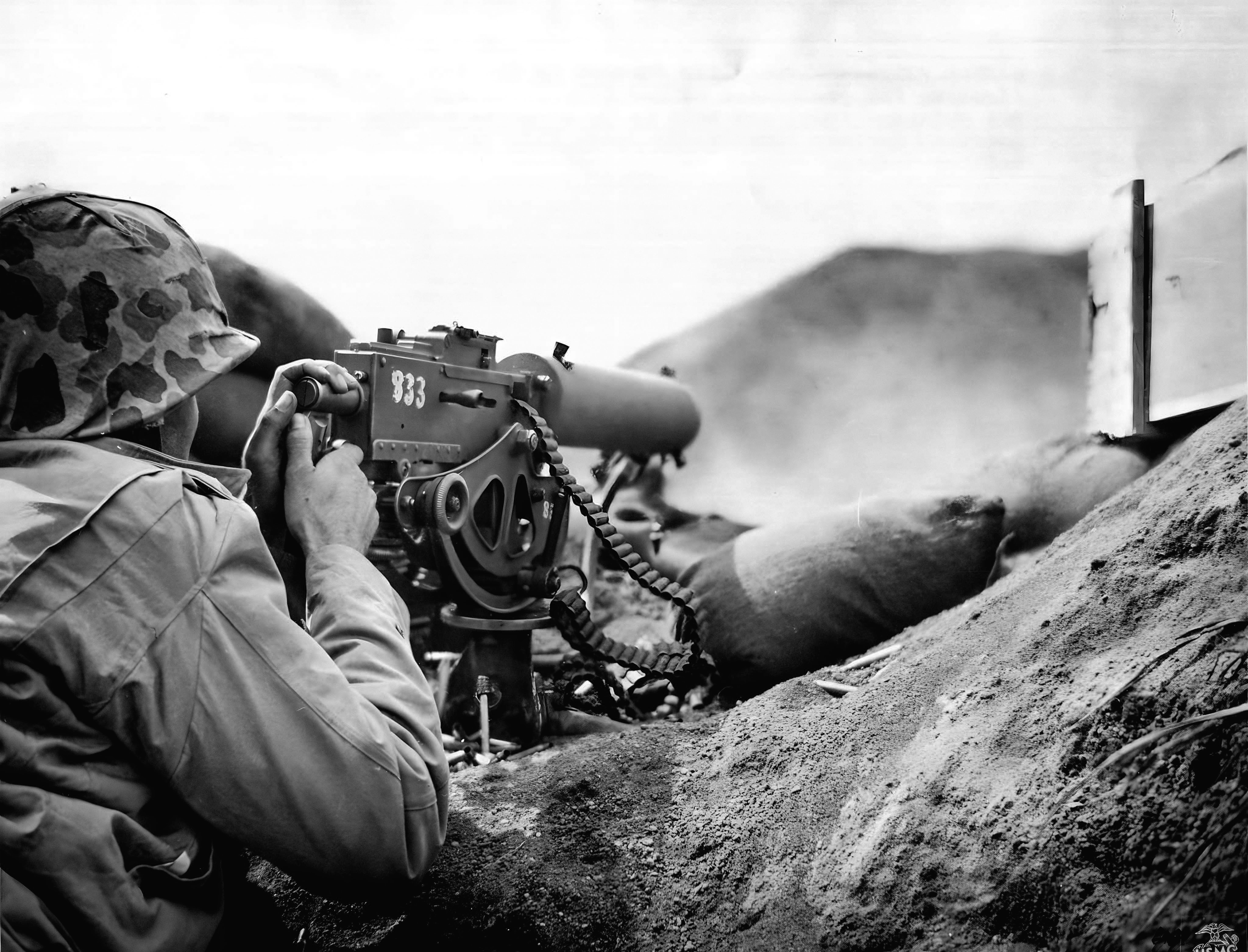
硫磺島戰役期間，一名美國海軍陸戰隊員正以M1917向日軍開火

M1917雖然是為了參與第一次世界大戰而採購，但廠商卻交付得太晚，數量也太少。因量產時程拖延，僅有約1,200挺M1917在1918年戰爭的最后两个半月間交付到前線美軍，且多半是停戰後才配發到士兵手上。最典型的例子是当时临时配属于陆军第2步兵师的海军陆战队第6机枪营，该营在停战3天后（11月14日）才将M1914式机枪更换为M1917。派往法国的美军中大约有三分之一的單位装备了M1917。在其余的部队中，从法国采购的机枪与柯尔特生产的维克斯机枪各佔一半。在战争中M1917的射速及可靠性得到了很大的体现。但是在一战中，其春田.30-06弹的射程仅有英法枪弹的一半。
M1917A1在二战中被美军再次使用，主要弹药是刚刚在战前采用的M2型弹，包括穿甲弹和曳光弹等特殊彈種。其中的一些被供应给英国地方军使用，因为所有生产出来的维克斯机枪都要用来填补英军在法国战役中的物资损失。囿於M1917的重量及体积限制，它基本上用作固定防禦或者作为营团级單位的支援武器。根据美国陆军1943年7月15日版步兵营编制（T/O&E 7-15），步兵营所下辖的一个重火力连（Infantry Heavy Weapons Company）下辖有两个机枪排，每个排下辖两个拥有两个机枪班组的分排（Section），每个班组各装备一挺M1917A1重机枪，因此一个步兵营编制内共拥有8挺M1917A1水冷式重机枪。 在阿德默勒尔蒂岛屿上的莫莫特机场争夺战中，美国陆军第5骑兵团（隶属于第1骑兵师）的一名机枪手在一场夜战中使用M1917射杀了数百名日军士兵。在其后，一挺机枪放置在战斗位置用于纪念。

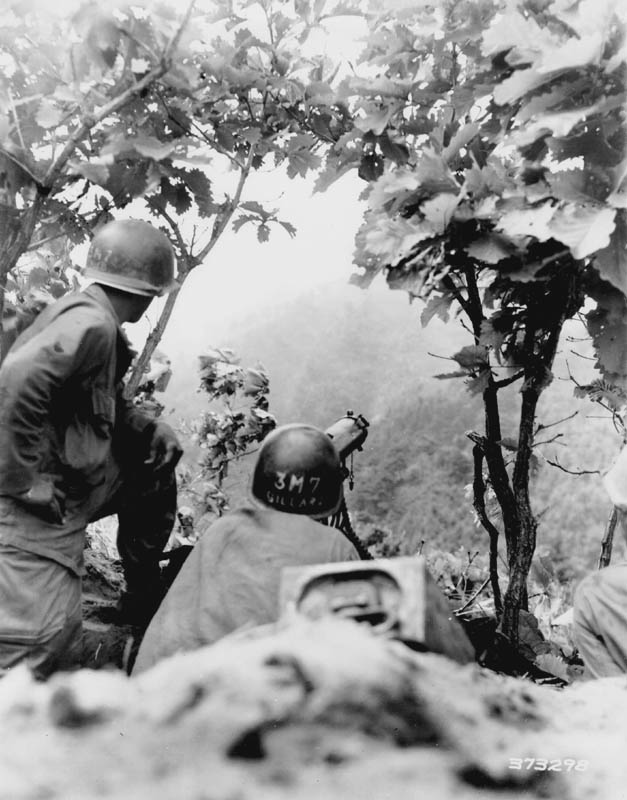
參與韓戰的白朗寧M1917

韩战中M1917再次服役。在朝鲜半島的寒冬環境下，其水冷套筒在温度低於零度时便无法正常工作，美军士兵有时需要用排尿增加水溫的方式来使它继续运作。 在1960年代末，M1917逐渐被7.62×51毫米NATO口徑的M60通用机枪所取代。
M1917机枪還被美國政府供應给南越使用。最后一批在美军中服役的M1917部署在佐治亚州的班宁堡，並被用于匍匐训练。该型武器在20世纪后半叶继续服役于一些第三世界国家的軍隊。其中的一些直到今天仍在被非正规武裝组织使用，因为其水冷的特性可以提供长时间的持续火力。

## 供弹箱
M1917机枪使用一个可装载250发子弹的木製彈箱供弹。早期的供弹箱具有一个倾斜盒角和皮质手柄。M1917A1的供弹箱盒角則为直角，顶部的手柄也改为了布製。
木制的供弹箱在二战中於1942年5月6日开始被一次性金属供弹箱取代。1945年6月20日，改进型M1A1供弹箱得到了采用。這款新式供弹箱具有一个弹簧负载的连接装置将其更稳固地连接到机枪三脚架上，同时也改进了箱子的水密性能。在40年代晚期，M19供弹箱取代了之前的M1供弹箱。其改进型M19A1从50年代开始一直使用到现在。

## 衍生型

### 美军型号

#### M1917
最初版的M1917由于机匣的设计问题而在战场条件下会出现机枪底板开裂的问题。最初的解决办法是用一个马蹄铁形的坚实金属托固定在机匣的最后部。之后的修改则是把直角马蹄铁形金属铆接到侧板和底板。这种改进的方法直到正规改进之前一直作为标准的方法。另外的一个问题则是可能由于过度用力而导致的侧板突出问题。

#### M1917A1
在30年代，装备部开发了新型底板，其与侧底板由凸缘加铆钉结合。这一改进解决了原版本的机匣问题并且在之后的M1917与M1919系列中成为标准。M1917A1将后瞄具改进以适应新式枪弹同时取代了老式的后瞄具。顶盖内安装了一个加强的供弹爪轴臂，可使其承受将弹带从地面拉至枪内的应力。岩岛兵工厂在1943年开始生产全钢制冷却套筒；这比之前的黄铜制套筒要更加坚固。钢制的套筒可与之前的黄铜套筒互换，使得损坏或老旧的套筒可以得到维修。
该系列同时还有一些在战争期间不彻底的改进。机匣盖的转轴在1938年开始得到改进，并且在之后的M1919系列成为标准。一战后改进的M1917没有修改机匣盖的铰链销，之后的M1917A1使用了一个改进的铰链销，可防止操作者在打开机匣盖操作时，机匣盖下落夹住其手。

#### M1918
M1917的气冷式航空机枪版本。在一战期间开发，但服役时间较晚。在M1919服役之前是美軍航空机枪的主要型号。它有一根较重的枪管，但比M1917较为轻便。另有一種叫M1917M1的衍生型号。

### 美国以外衍生型号
M1917曾被许多国家所採用，部份用戶也发展出了衍生型号。

#### 三十节式重机枪
中華民國生产的M1917衍生型，使用7.92×57毫米毛瑟彈。

#### Ksp m/14-29 and ksp m/36
Kulspruta m/14-29是M1917A1在瑞典的特许生产版本，主要被用作支援步兵作战。其与原版最主要的差别在于使用 6.5×55毫米弹药，同時具有一个铲形握把并且以其取代了舊式m/14机枪的水冷套筒及三脚架。取代的原因是考慮到生产成本，因為30挺m/14的成本已足夠生产50挺勃朗宁重机枪。
由於6.5毫米子弹对于长距离射击以及对空效果不佳，故瑞典在1932年开发了更重型的8×63毫米m/32弹。採用新式弹药也導致机枪的后坐力有所增加。随后以一个弹簧负载的缓冲器（M1917所使用的放大版本）取代了之前的护板设计。原本的铲形握把也被替换为与三脚架连接的机枪支架一体的握把。其三脚架裝有一个倍率5×25的光学瞄准镜以及俯仰俯仰转动控制器。优秀的减震性能以及三脚架的稳定性使得该型机枪被部份人認为“无疑是世上最精确的远距离步枪口径机枪”。该型机枪同时有双联装防空版本。右侧机枪不安装瞄具并从右侧装弹；左侧机枪安装有对空瞄准环，从左侧装弹。拉機柄设置在两挺机枪中间，两挺Ksp M/36保险与扳机相互独立。防空型的三脚架加长了支架并且增加了固定链，可增加三脚架的稳定性。双联装版本也被用于其他场合，比如安装于装甲运兵车的车顶处。直至1966年以前，m/14-29和m/36机枪可通过更换枪管与枪栓等部件来实现6.5毫米与8毫米的弹药更换。
1966年后，大部分瑞典机枪被更换为7.62×51毫米NATO口徑。部分旧式机枪則被繼續用作训练，同时也是為了将过时的弹药耗尽。当这一任务完成后，所有机枪于70年代都被更换为7.62毫米口径的枪管。该型机枪最终在1990年代退出现役。

#### Ckm wz.30
Ckm wz.30型机枪为波兰未经授权制造的M1917型，使用7.92×57毫米毛瑟子弹。 一些微小的改动包括使用新式的金属瞄具（V形凹槽）、加长了尾部握把及简化了枪械锁闭机制以简便枪管更换与操作，另外为了兼顾反步兵与防空用途而更新了底座、瞄具与把手。该型机枪产量大约为8,000挺。

#### M/29

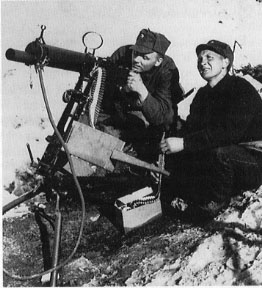
挪威版本的白朗寧M1917

M/29爲挪威版的M1917，使用7.92×57毫米毛瑟弹，在1929—1940年期间为挪威皇家陆军的制式重机枪与防空机枪。它取代了挪威國防軍先前裝備的霍奇克斯M1914重机枪。在1940年4月9日納粹德国入侵挪威时总共有1,800挺在挪威軍隊服役。該槍在挪威战役期间表现良好，並经常作为挪威一线部队唯一的重型武器使用。

### 商业型号
柯尔特M1917与M1928
柯尔特出于商业目的而生产的M1917，同时也与阿根廷政府签订了生產改良版M1928的合同。
M1928具有一个手动保险，消焰器以及一具全景瞄准镜。

## M1917在中國
中華民國除了裝備有仿製M1917的三十節式重機槍之外，1943年後也透過美國的租借法案獲得2,160挺美國原廠的M1917。這些正版機槍能夠跟三十節式共享零件，使用起來也和三十節式差不多，唯獨其使用的.30-06春田子彈卻不能與當時國民革命軍使用的7.92×57毫米毛瑟子彈通用，需要由美國提供，從而造成彈藥補給上的困難，而且當時也不存在過把這些M1917改膛至發射德式子彈的記載。

## 衍生型

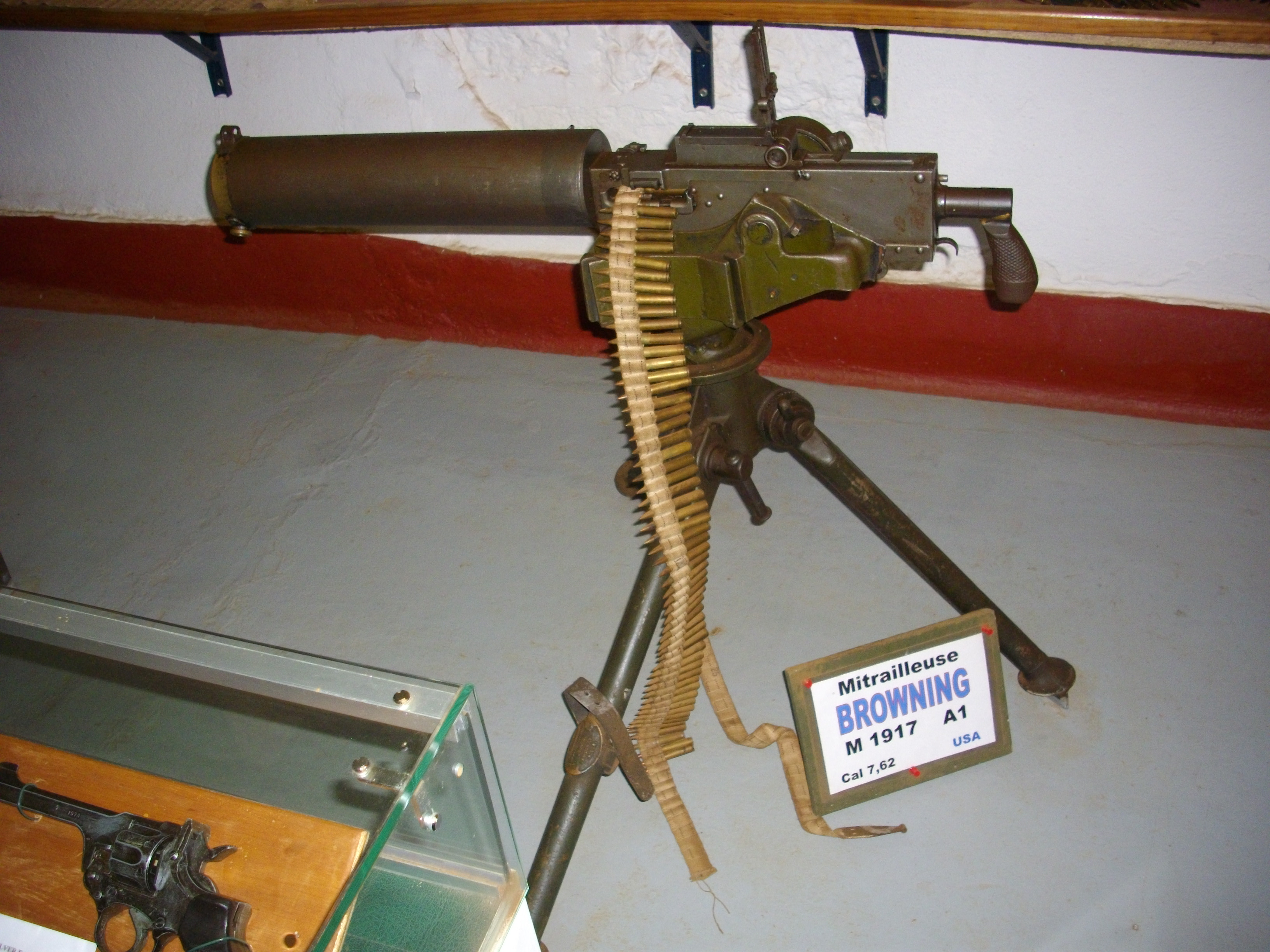
M1917A1

M1919为M1917的气冷型，在一战后采用，并曾參與二战、韩战和越战等多場戰爭及武裝衝突。

## 流行文化
在HBO的战争剧《血战太平洋》第2集中，服役于陆战队第1师第7团的主角约翰·巴西隆在瓜达尔卡纳尔岛战役期间于亨德森机场附近驻守。在战斗場面中曾使用M1917对来袭的日軍士兵进行射击。
在美商藝電旗下第一人稱射擊遊戲《戰地風雲1》中，M1917作為在第三個資料片《力挽狂瀾》中的支援兵單兵輕機槍登場。

## 使用國家
- 阿根廷
- 中華民國
- 中华人民共和国
- 法國
- 印度尼西亞
- 日本
- 利比里亚
- 马来西亚
- 挪威
- 菲律賓
- 波蘭
- 瑞典
- 泰國
- 英国
- 美国
- 南越
- 越南

## 资料来源
1. ↑  . Small Arms Defense Journal.   [2017-08-17]. （原始内容存档于2019-04-18）.
2. ↑  US 678937,Browning, John M.,「Automatic Gun」,发表于June 19, 1900,发行于July 23, 1901
3. ↑  Chinn, ,  I, Bureau of Ordnance, Department of the Navy: 173–181, 1951, page 172.
4. ↑  Chinn (1951，第173頁)
5. ↑  Chinn (1951，第173–174頁)
6. ↑  Chinn (1951，第176頁)
7. ↑  Chinn (1951，第176–177頁)
8. ↑  Chinn (1951，第179頁)
9. ↑  Dunlap, Roy, Ordnance Went Up Front, Samworth Press (1948), p. 309
10. ↑  Curtis, Thomas J., History of the Sixth Machine Gun Battalion, Fourth Brigade, U.S. Marines, Second Division, and its Participation in the Great War, Neuwied on the Rhine, Germany, 1919, p. 59.
11. ↑  Hatcher, Julian S.,  third, Harrisburg, PA: Stackpole Books, 1962, ISBN 0-8117-0614-1, LCCN 62-12654, p. 23
12. ↑  Niehorster, Leo. .   [2019-12-09]. （原始内容存档于2019-09-04）.
13. ↑  Dunlap, Roy F., Ordnance Went Up Front, Samworth Press (1948), p. 310
14. ↑  Lowenherz, David H. The 50 Greatest Letters from America's Wars. New York: Crown,2002 p. 35.
15. ↑  Ordnance committee minutes number 18105, April 22, 1942
16. 1 2 3 4  .   [2017-08-17]. （原始内容存档于2015-09-08）.
17. 1 2 3 4 5  Swedish Kulspruta m/36 （页面存档备份，存于）, forgottenweapons.com
18. ↑  Robert G. Segel (11 September 2012), Swedish Medium Machine Guns: Kulspruta M/36 LV DBL （页面存档备份，存于）, Small Arms Defense Journal, Vol. 4, No. 3
19. ↑  O. Janson The Swedish machineguns before 1950 （页面存档备份，存于）
20. ↑  Morgan, Martin, , American Rifleman, 6 June 2014, The Wehrmacht also made good use of a captured water-cooled heavy machine gun in Normandy: the Ckm wz.30. Manufactured in Poland by Ciezki Karabin Maszynowy and chambered for the 7.92×57mm Mauser cartridge, the wz.30 was capable of laying down sustained fire in a way that air-cooled machine guns simply could not. ... The bitter irony is that Franz Gockel killed an unknown number of Americans on D-Day using an obscure Polish machine gun that was based on John M. Browning’s M1917 design.
21. ↑  Bull, Stephen. . Oxford: Osprey Publishing. 2013: 20. ISBN 978-1-84908-712-4.
22. 1 2  Mårtensson, Robert. .   [2009-01-23]. （原始内容存档于2011-07-16）.
23. ↑  Holm, Terje H. . Oslo: Norwegian Armed Forces Museum. 1987: 26. ISBN 82-991167-2-4.